# Kraken (SeaWorld Orlando)
Pour les articles homonymes, voir Kraken (homonymie).
Kraken sont des montagnes russes sans sol du parc SeaWorld Orlando, situé à Orlando, en Floride, aux États-Unis.

## Histoire
En 1999, Six Flags Great Adventure dépense 42 millions de dollars pour Medusa (devenu plus tard Bizarro), un prototype de montagnes russes sans sol, construit par Bolliger & Mabillard. Le succès est au rendez-vous et motive SeaWorld Orlando et trois autres parcs à construire leur version en 2000 ; la construction de Kraken est annoncée le 6 mai 1999, Six Flags Discovery Kingdom fait de même pour Medusa, Geauga Lake pour Dominator et Six Flags Fiesta Texas pour Superman: Krypton Coaster. 
Kraken fut inauguré au public le 1er juin 2000. À son ouverture, Kraken détenait le record du plus long parcours de montagnes russes de Floride avec 1 273 mètres. Il a occupé cette place jusqu'en 2004 lorsque Disney's Animal Kingdom inaugure Expedition Everest, long de 1 348 mètres.

## Le circuit
Une fois les passagers installés et les harnais fermés, la plate-forme qui recouvre les rails et la base du train se rétracte. Le train commence son parcours par un demi tour à plat qui lui permet d'accéder au lift et de monter à 45,4 mètres. Au sommet, le train attaque sa première descente, la plus haute (43,9 mètres) enchaînée avec un looping vertical et un dive loop. La suite du parcours se compose d'un zero-g roll, où les cavaliers éprouvent un sentiment d'apesanteur (airtime) et d'un cobra roll. Un virage incliné vers la gauche permet d'accéder à une parcelle de freins de mi-parcours. À sa sortie, le train descend directement dans le deuxième looping vertical. Il s'ensuit une plongée souterraine dans l'antre de Kraken et un tire-bouchon. Le parcours se termine avec la section de freins finaux et un court retour vers la gare.

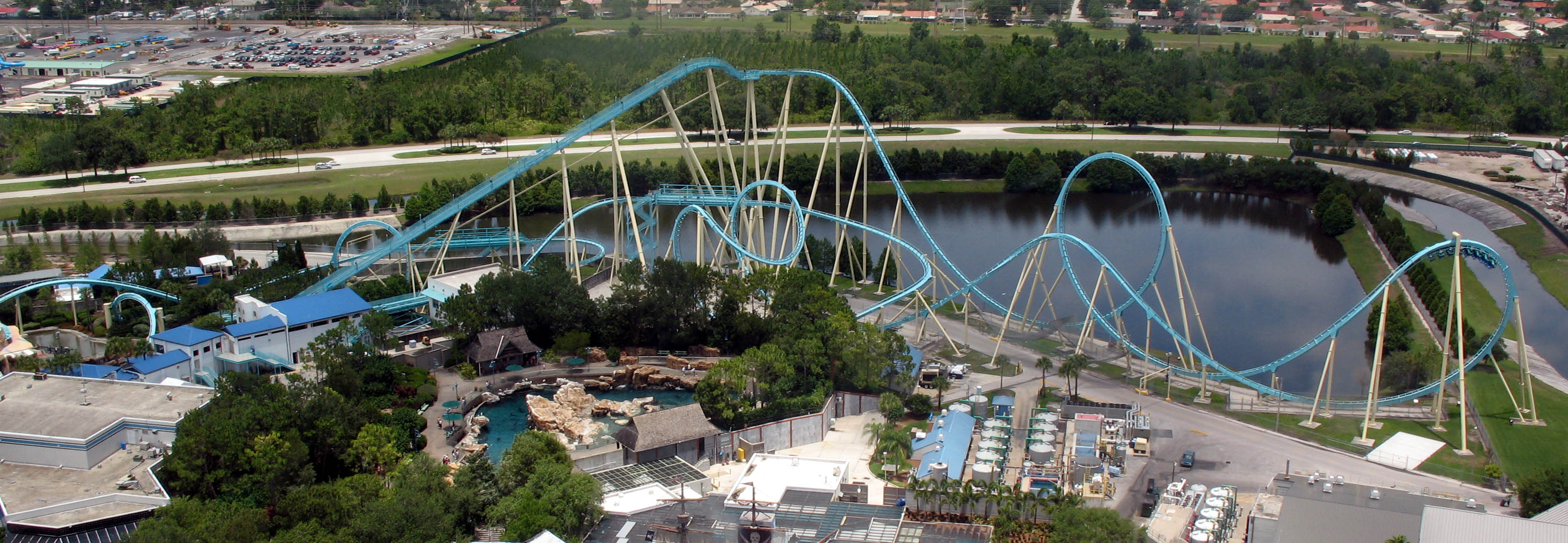
Vue globale du parcours.

## Statistiques
- Trains : 3 trains de 8 wagons. Les passagers sont placés par 4 de front par wagon pour un total de 32 passagers par train.
- Capacité : 1 500 personnes par heure.

## Galerie

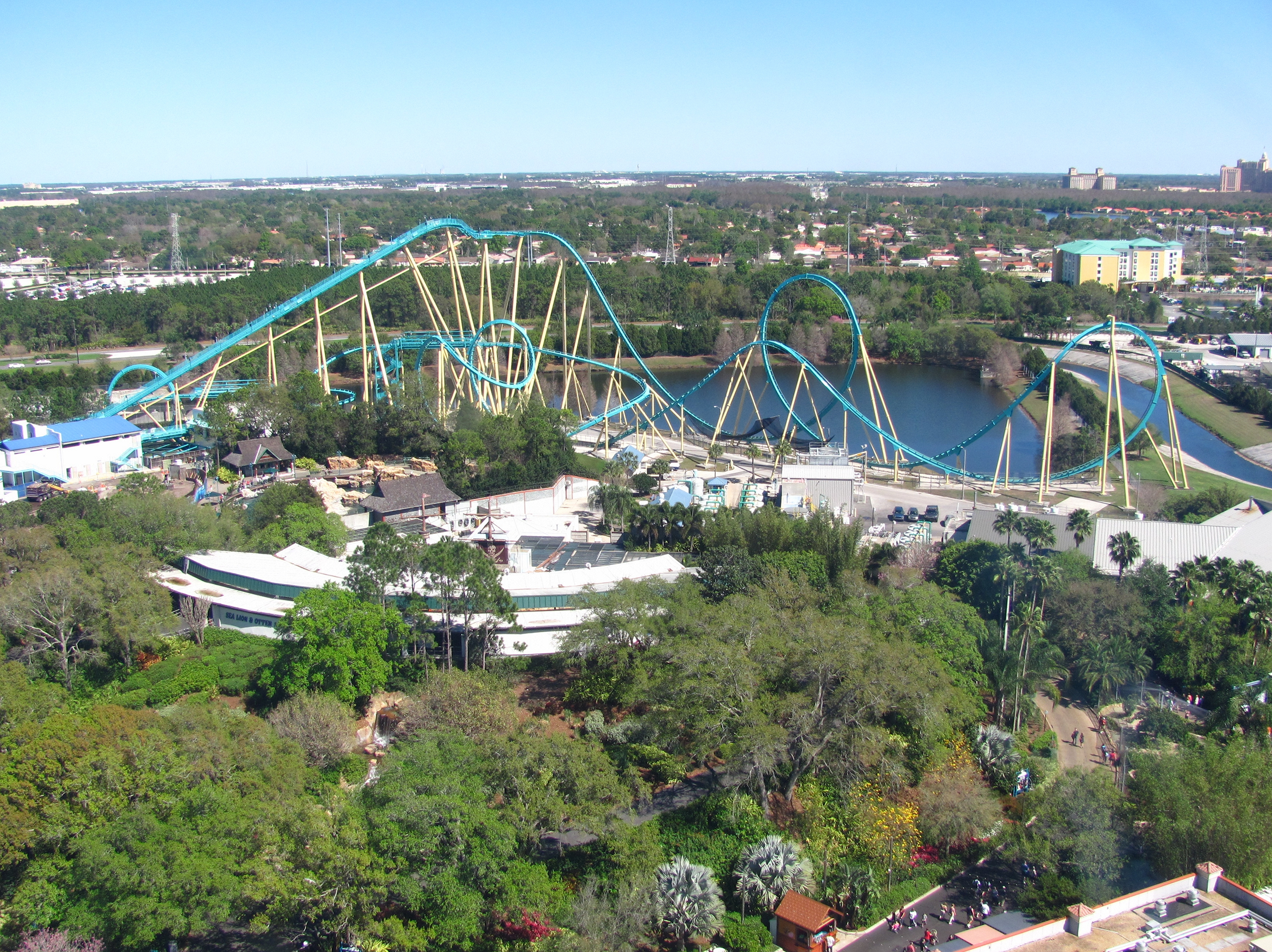
Vue aérienne.
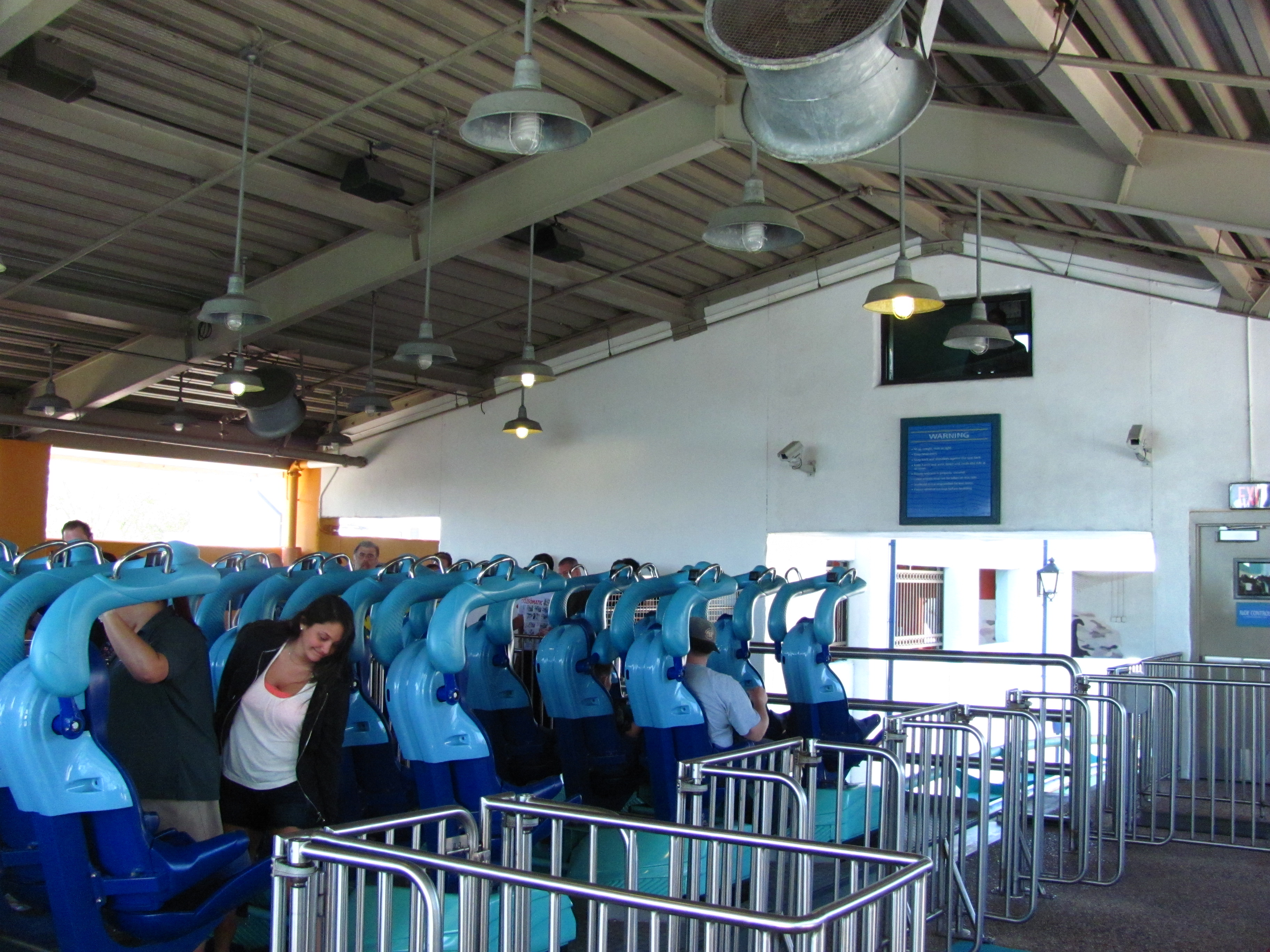
Gare d'embarquement.
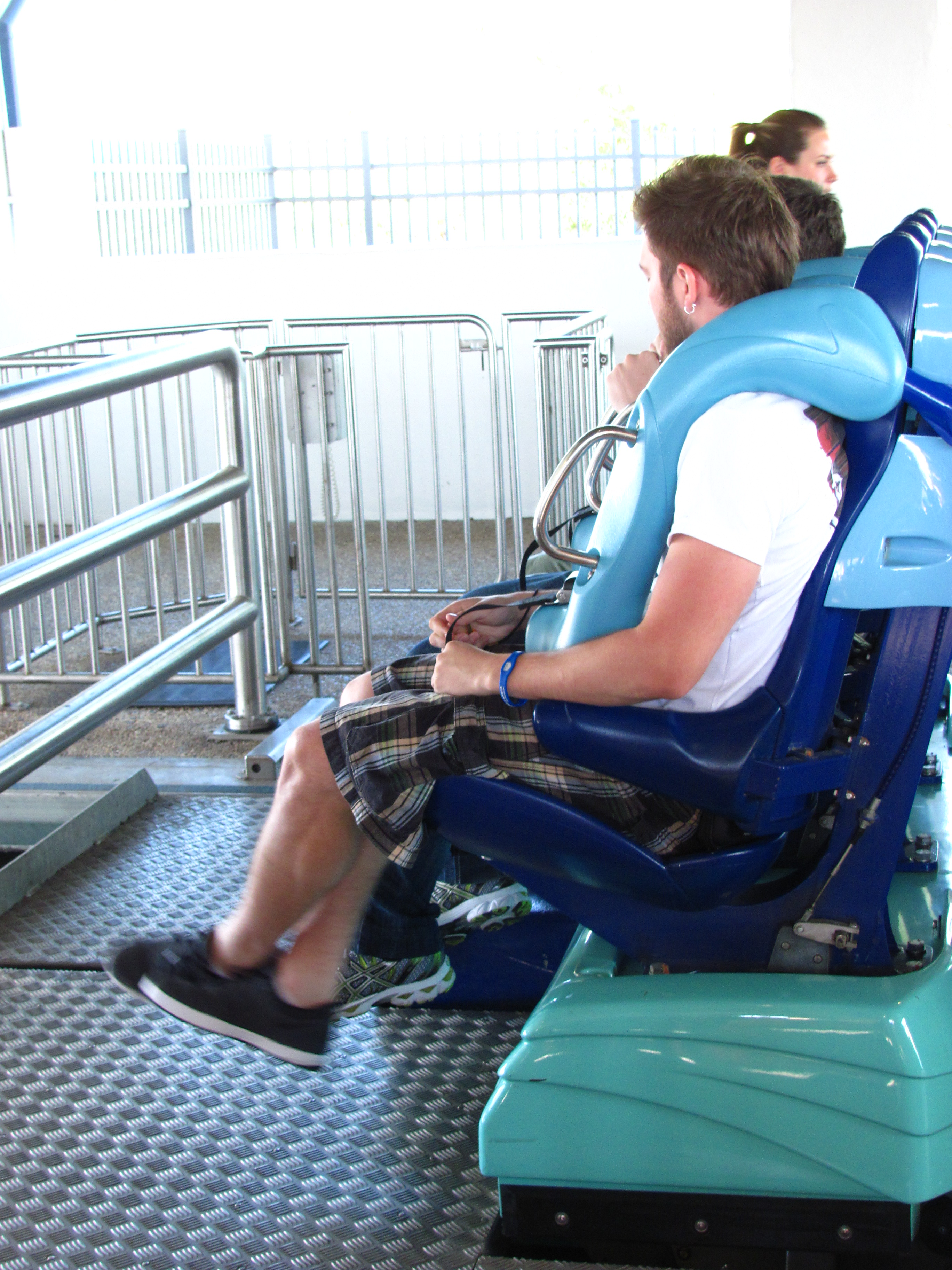
Siège d'un des trains de l'attraction.
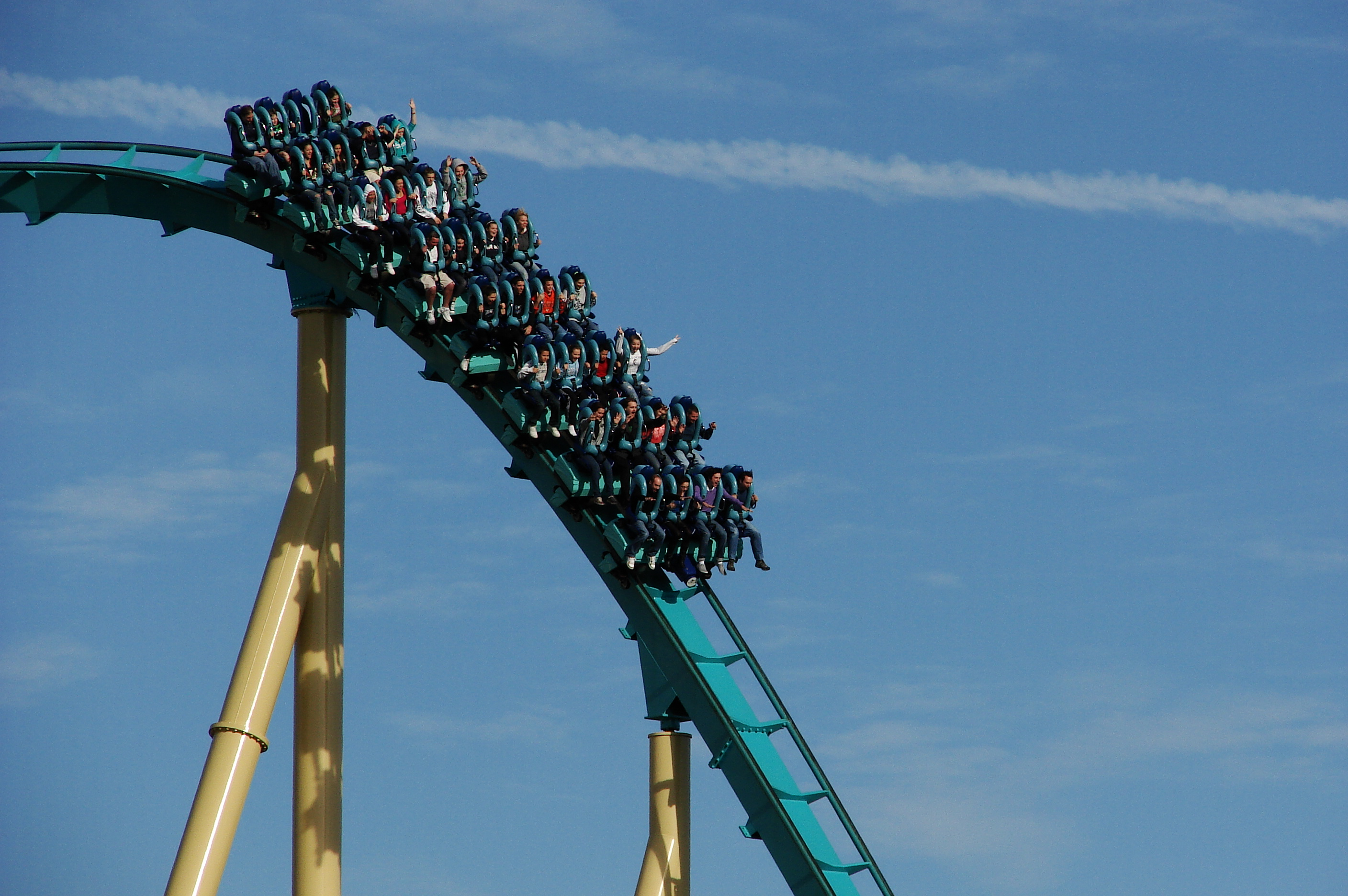
Train entamant la première descente .
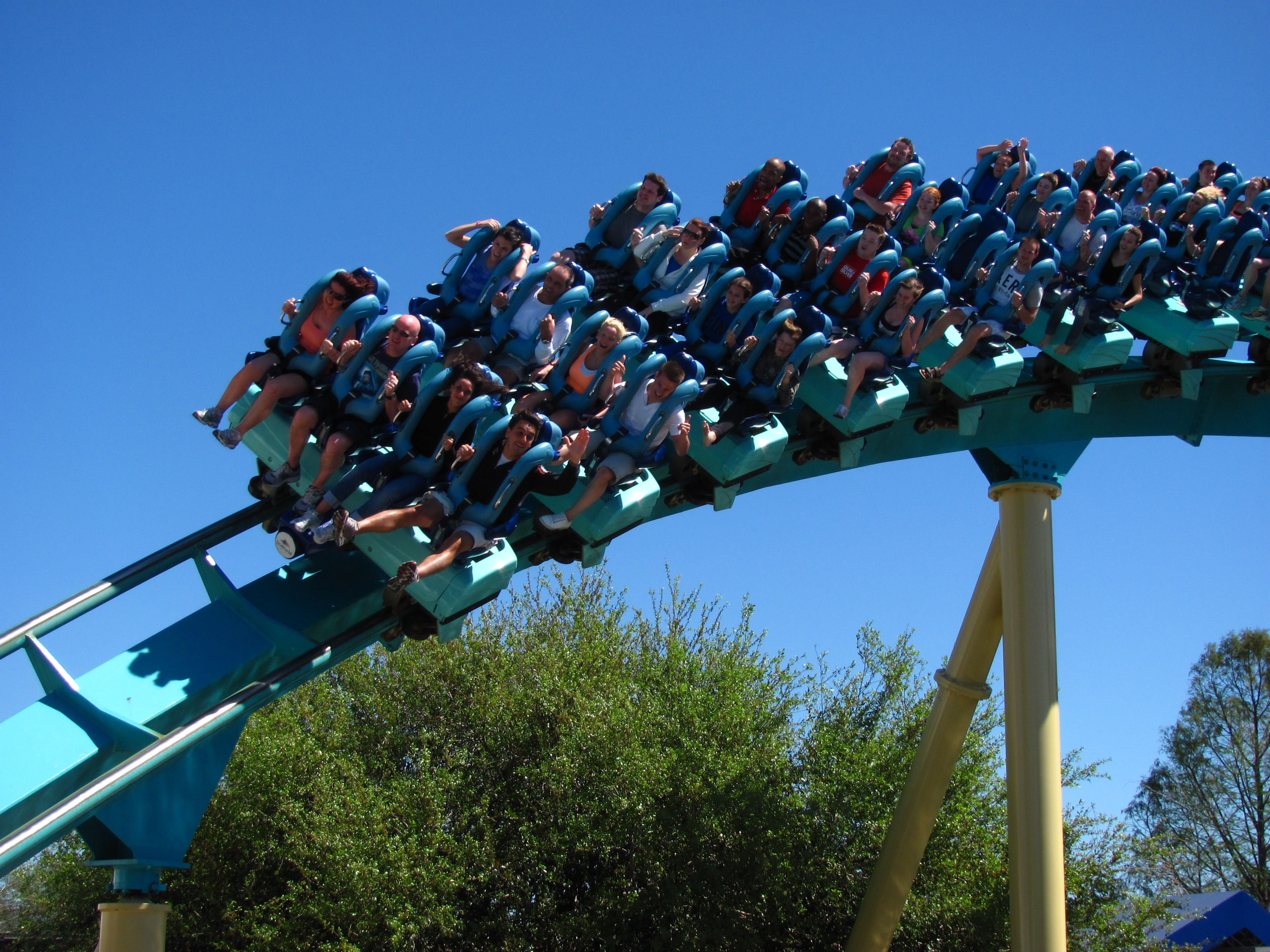
Train sur le parcours.
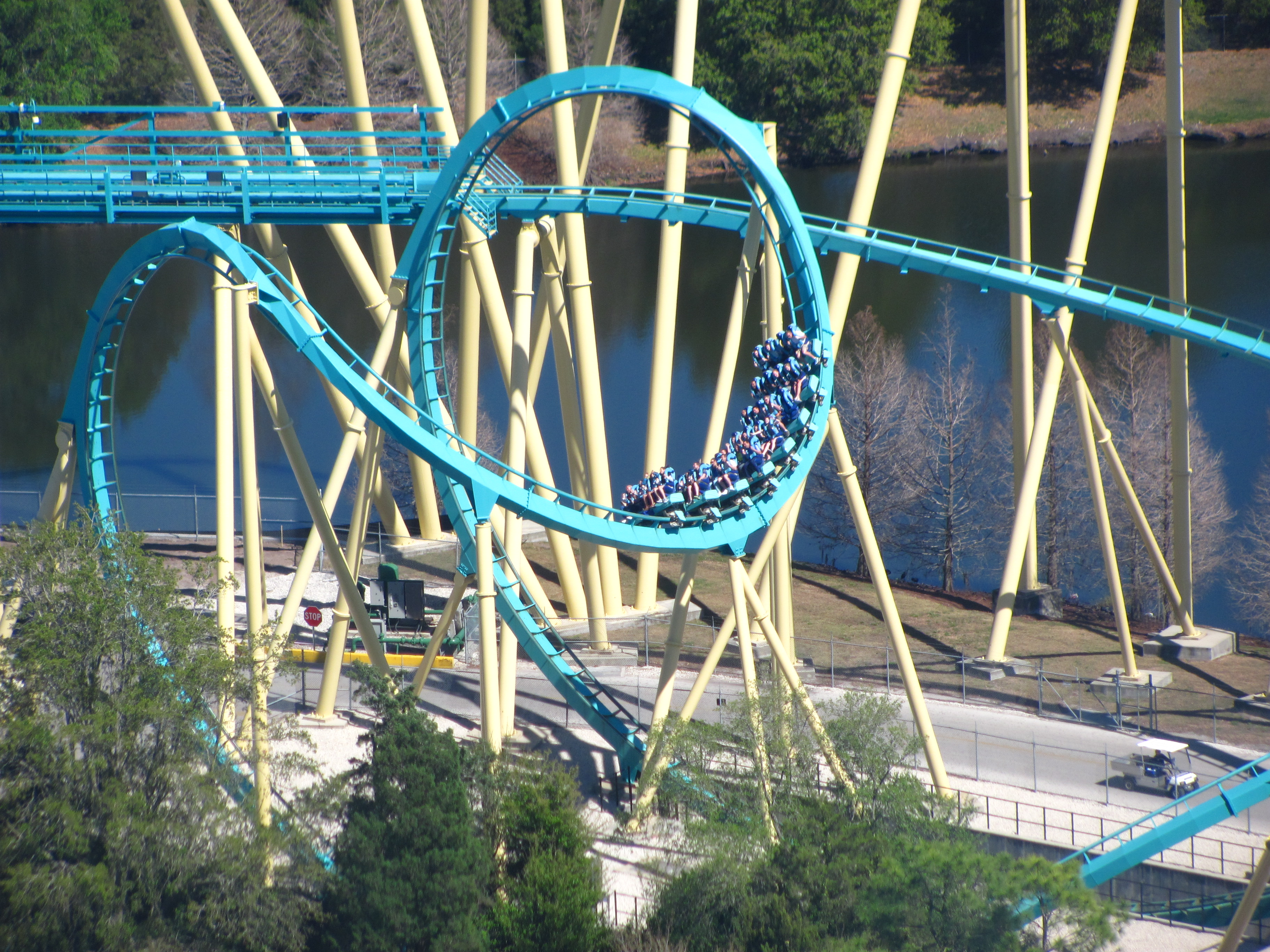
Cobra Roll.